# Tripel Kanunnik
Tripel Kanunnik is een Belgisch biermerk. Het wordt gebrouwen door Brouwerij en stokerij Wilderen te Wilderen, een deelgemeente van Sint-Truiden.
Tripel Kanunnik is een amberkleurige tripel met een alcoholpercentage van 8,2%. Dit bier werd gelanceerd in juli 2011. Het is een 4-granenbier met gerst, tarwe, haver en rogge.